# ゲシュタルト崩壊
ゲシュタルト崩壊（ゲシュタルトほうかい、独: Gestaltzerfall）とは、知覚における現象のひとつ。全体性を持ったまとまりのある構造（Gestalt, 形態）から全体性が失われてしまい、個々の構成部分にバラバラに切り離して認識し直されてしまう現象をいう。近年、同じ語を長時間凝視し続けていたり、何度も繰り返したりしていると，次第にその意味が減じられる現象として扱われることがあるが、誤りである。幾何学図形、文字、顔など、視覚的なものがよく知られているが、聴覚や皮膚感覚、味覚、嗅覚においても生じうる。

## 概要
1947年、C・ファウスト（C. Faust）によって失認の一症候として報告されたが、持続的注視に伴って健常者にも生じることが知られるようになった。認知心理学の視点から「文字のゲシュタルト崩壊」が研究されている。これは、例えば同じ漢字を長時間注視しているとその漢字の各部分がバラバラに見え、その漢字が何という文字であったかわからなくなる現象である。
事象関連電位(ERP)を用いた小数の検体による試験では当該現象の発生過程を継時的に把握が可能であるとする研究報告が有る。

## 原因
近年では、意味飽和との関連も指摘されているが、ゲシュタルト崩壊の発生要因については未解明な部分が多く、静止網膜像のように消失が起きないことなどから、感覚器の疲労や順応によるのではなく、「比較的高次な認知情報処理過程によって発生する」ことがわかっている。